# American Woman
«American Woman» es una canción de la banda de rock canadiense The Guess Who, lanzada por primera vez en enero de 1970, en el álbum homónimo y más tarde en marzo como sencillo, que alcanzó el número 1 en el Billboard Hot 100. La canción fue escrita por Randy Bachman, Burton Cummings, Jim Kale y Garry Peterson, todos ellos miembros de The Guess Who.
La versión original de The Guess Who forma parte de la banda sonora de la película Austin Powers: The Spy Who Shagged Me. Ocupó la tercera posición en la lista de Mainstream Rock y la séptima en Modern Rock Tracks, ambas de la revista Billboard. En 2000, ganó un premio Grammy en la categoría de "mejor interpretación vocal de rock masculina".
«American Woman» es un sencillo del álbum 5 del cantante estadounidense Lenny Kravitz, lanzado el 29 de junio de 1999. Fue certificado oro en los Estados Unidos y doble platino en Canadá.

## Lista de canciones
1. «American Woman» (versión sencillo) – 3:50
2. «Straight Cold Player» (Live performance) – 3:42
3. «Thinking of You» (Hexum Dancehall Remix) – 5:58
4. «Fields of Joy» (Live performance) – 4:20